# 訃報 2004年10月
訃報 2004年10月（ふほう 2004ねん10がつ）では、2004年（平成16年）10月中に物故した、又は物故が報じられた人物についてまとめる。

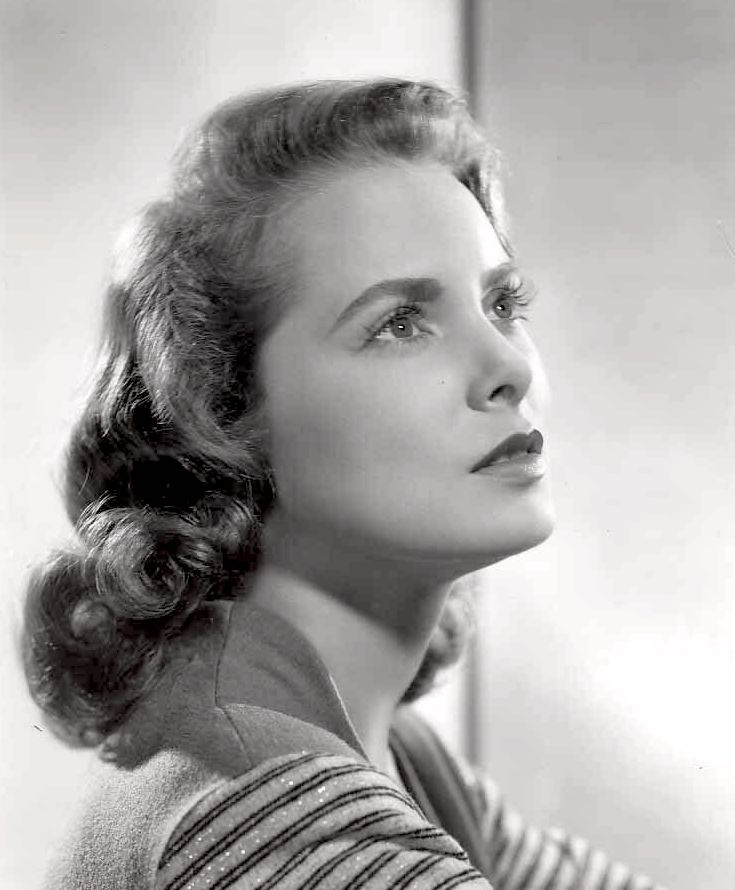
ジャネット・リー／10月3日没

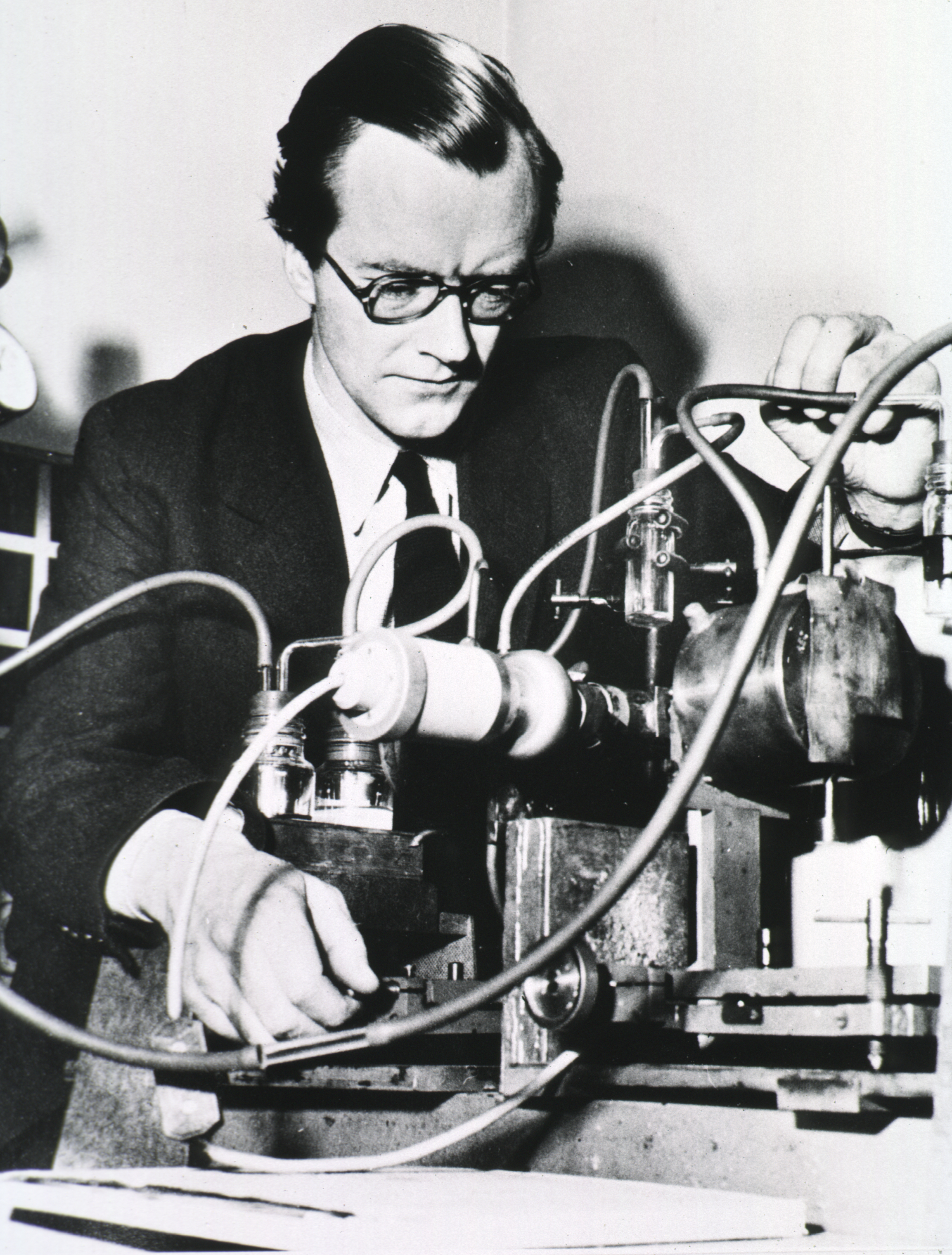
モーリス・ウィルキンス／10月5日没

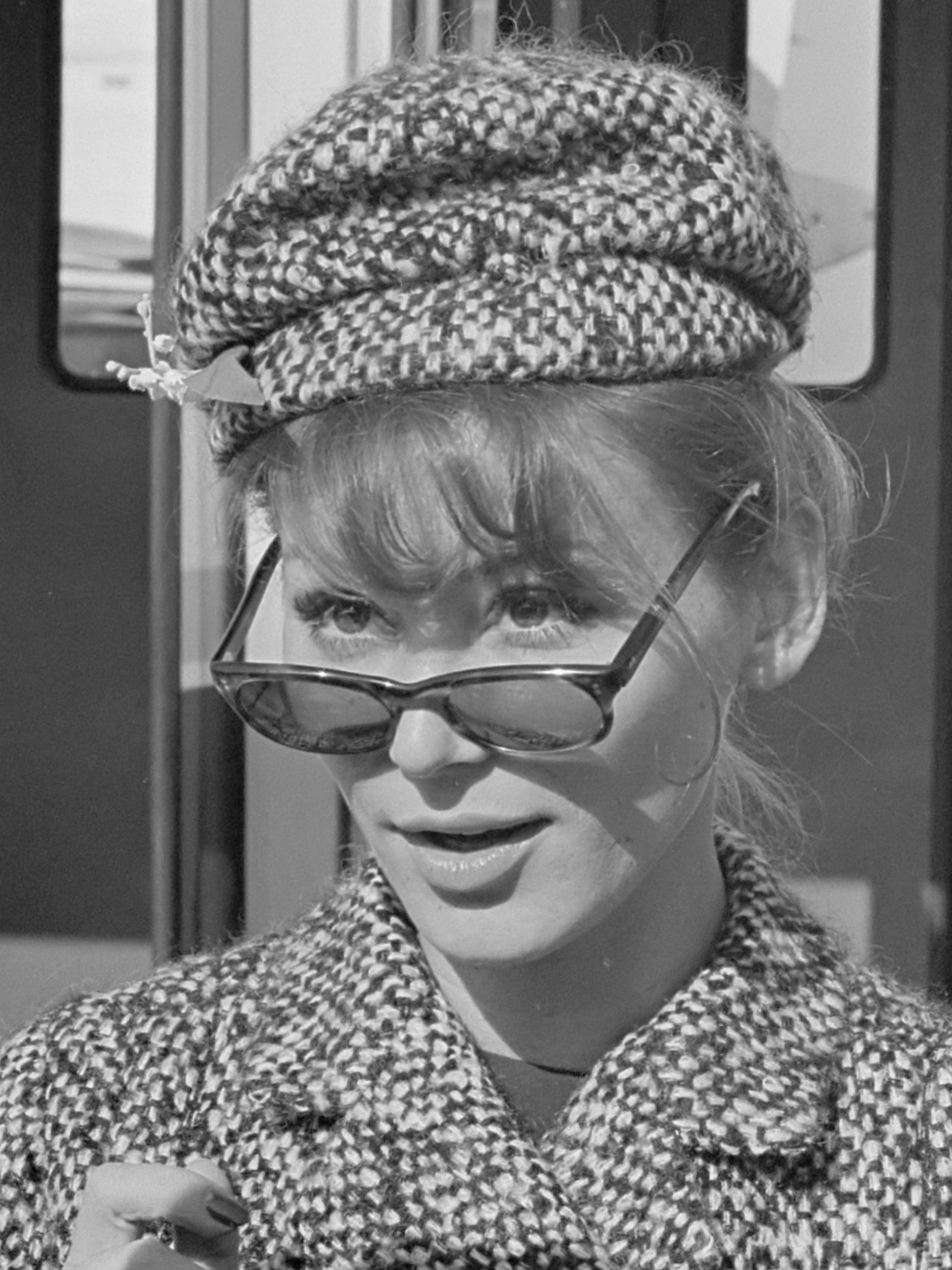
イリナ・デミック／10月8日没

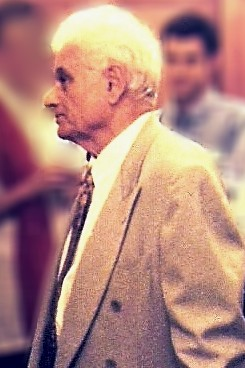
ジャック・デリダ／10月9日没

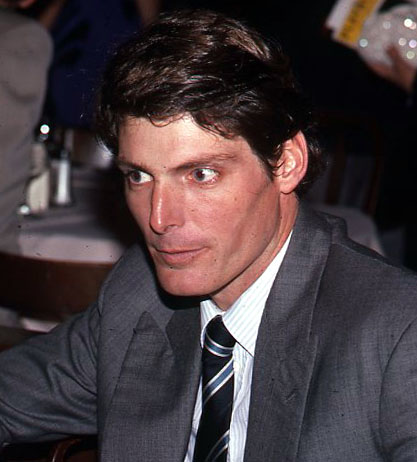
クリストファー・リーヴ／10月10日没

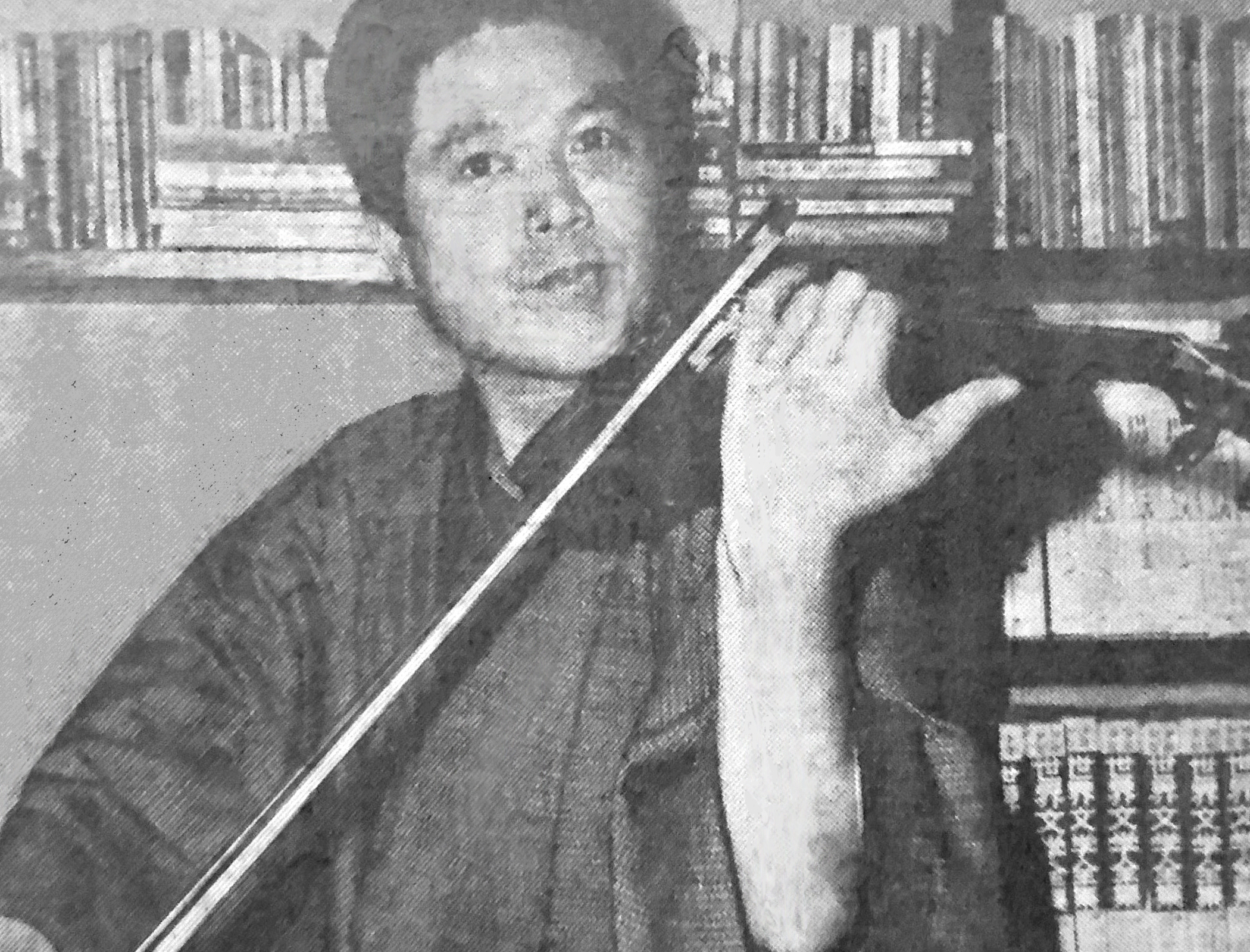
矢野徹／10月13日没

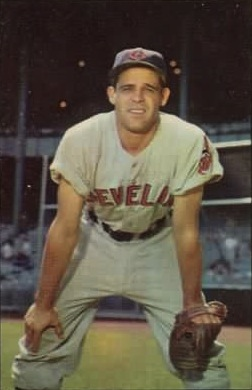
レイ・ブーン／10月17日没

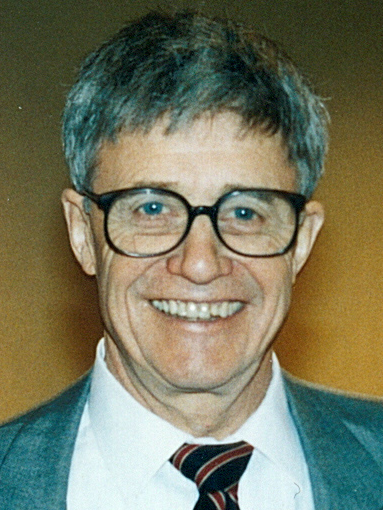
ケネス・アイバーソン／10月19日没

岡本愛彦（左）／10月24日没

## （1日 - 15日）
- 10月3日 - ジャネット・リー、女優（* 1927年）
- 10月3日 - 塚田新市、日本の政治家、鹿児島県串木野市長（* 1928年）[1]
- 10月5日 - モーリス・ウィルキンス、生物物理学者（* 1916年）
- 10月7日 - 松原みき、歌手（* 1959年）
- 10月8日 - イリナ・デミック、女優（* 1936年）
- 10月9日 - ブライアン・R・ウィルソン、社会学者（* 1926年）
- 10月9日 - ジャック・デリダ、思想家（* 1930年）
- 10月10日 - クリストファー・リーヴ、俳優（* 1952年）
- 10月13日 - 矢野徹、作家、翻訳家（* 1923年）
- 10月13日 - 山平和彦、シンガーソングライター（* 1952年）

## （16日 - 31日）
- 10月16日 - 川又一英、作家（* 1944年）
- 10月17日 - レイ・ブーン、メジャーリーガー（* 1923年）
- 10月19日 - ケネス・アイバーソン、計算機科学者（* 1920年）
- 10月21日 - 川崎洋、詩人（* 1930年）
- 10月24日 - 今井功、物理学者（* 1914年）
- 10月24日 - 岡本愛彦、映画監督、テレビディレクター、ジャーナリスト（* 1925年）
- 10月26日 - リカルド・オドノポソフ、ヴァイオリニスト（* 1914年）
- 10月26日 - 原卓也、ロシア文学者・元東京外大学長（* 1930年）
- 10月27日 - クロード・エルフェ、ピアニスト（* 1922年）
- 10月30日 - 南條範夫、作家（* 1908年）
- 10月31日 - 七代目春風亭柳橋、落語家（* 1935年）